# What a Wonderful World (singel Nick Cave and the Bad Seeds)
Singel nagrany w duecie z udziałem Shane MacGowana z zespołu The Pogues. Tytułowa piosenka jest bardzo znanym standardem wielokrotnie wykonywanym przez różnych artystów. Prawdopodobnie, najbardziej znane wykonanie What a Wonderful World jest autorstwa Louisa Armstronga.
1. What A Wonderful World - Nick Cave & Shane MacGowan
2. Rainy Night In Soho - Nick Cave & Shane MacGowan
3. Lucy - Nick Cave & Shane MacGowan